# 痣斑多紀魨
痣斑多紀鲀，为輻鰭魚綱魨形目四齒鲀科的一種。

## 分布
本魚分布于日本東京灣至土佐灣間的海域。

## 特徵
本魚體呈圓筒形，被覆由鱗片特化的細棘，口小。魚體背部為暗橘色，且密佈許多黑色小斑點，腹部白色。尾鰭截形，背鰭軟條11至13枚；臀鰭軟條10至11枚，體長可達20公分。

## 經濟利用
非食用魚，具有河豚毒素